# Min
Min je egipatski bog plodnosti. Minov je kult nastao u preddinastijskim vremenima (4 tisućljeća prije Krista). U 19 st., postojao je jedan navodni pogrešan izgovor Egipćana za Mina kao ḫm ( "khem").  

## Karakteristike
Bio je zastupljen u raznim varijantama, ali je često zastupljen u obliku muškarca, prikazan s falusom kojeg drži u svojoj lijevoj ruci. On je bog reprodukcije i erekcije; kao Hnum, on je stvoritelj svih stvari, jer  "stvori bogove i ljude". Kao bog plodnosti, on je prikazan s licem crne kože, koje odražava plodno crno blato u rijeci Nil, kao i Anubisova glava šakala.  Njegov kult je bio najjači u Panopolisu, gdje je u njegovu čast održavana velika proslava. Njegova druga udruženja uključivala su ritual u istočnoj pustinji i boga Horusa. U Qiftu su iskopana dva velika kipa Mina za koje se smatra da su preddinastijski. Iako se ne spominje po imenu, Min se možda spominje u Tekstovima piramida. Njegova važnost je narasla u Srednjem kraljevstvu kada je postao još više usko povezan s Horusom kao božanstvo Min-Horus. Do Novog kraljevstva on je također spojen s Amonom u božanstvo Min-Amon-Kamutef (Min-Amon – “Bik Svoje Majke”). Min je u svetištu bio okrunjen s par rogova bika. Na početku sezone žetve, Minova slika je preuzeta iz hrama i stavljena u polje gdje se Min slavio, te je blagoslivljao žetvu, a ljudi su igrali igre u njegovu čast goli. 

## Vanjske poveznice
|  | Zajednički poslužitelj ima još gradiva o temi Min |